# Łąkta (wieś)
Łąkta – wieś w Polsce położona w województwie wielkopolskim, w powiecie rawickim, w gminie Rawicz.
W okresie Wielkiego Księstwa Poznańskiego (1815-1848) miejscowość wzmiankowana jako Łąkła należała do wsi większych w ówczesnym pruskim powiecie Kröben (krobskim) w rejencji poznańskiej. Łąkła należała do okręgu sarnowskiego tego powiatu i stanowiła część majątku Nowe Chojno, którego właścicielami byli wówczas (1846) chłopi oraz Marceli Czarnecki. Według spisu urzędowego z 1837 roku Łąkła liczyła 145 mieszkańców, którzy zamieszkiwali 19 dymów (domostw).
W latach 1975–1998 miejscowość administracyjnie należała do województwa leszczyńskiego.
Publikacja z 1964 roku podaje, że Łąkta jest jedną z miejscowości występowania grupy Hazaków.
Zobacz też: Łąkta Dolna, Łąkta Górna